# Bahnstrecke Lubań Śląski–Węgliniec
| |                                             |                                           |                                           |
| Streckennummer: | 279 (D29)                                   |                                           |                                           |
| Kursbuchstrecke (PKP): | PKP 255                                     |                                           |                                           |
| Kursbuchstrecke: | 123m (1934) DR 157a (1944)                  |                                           |                                           |
| Streckenlänge: | 21,059 km                                   |                                           |                                           |
| Spurweite: | 1435 mm (Normalspur)                        |                                           |                                           |
| Stromsystem: | bis 1945: 15 kV 16 2/3 Hz ~ ab 1986: 3 kV = |                                           |                                           |
| Maximale Neigung: | 7 ‰                                         |                                           |                                           |
| Streckengeschwindigkeit: | 80 km/h                                     |                                           |                                           |
| |                                             |                                           |                                           |
| \| \| \| von Wrocław \| \| \| \| 0,000 \| Lubań Śląski früher Lauban* \| Lubań Śląski früher Lauban* \| \| \| \| nach Görlitz/Zgorzelec \| \| \| \| 5,150 \| Bk Wünschendorf \| Bk Wünschendorf \| \| \| 9,080 \| Gierałtów \| Gierałtów \| \| \| 12,132 \| Gierałtów Wykroty früher Gersdorf-Waldau* \| Gierałtów Wykroty früher Gersdorf-Waldau* \| \| \| 17,070 \| Bk Rabenhorst \| Bk Rabenhorst \| \| \| \| von Wrocław \| \| \| \| 21,059 \| Węgliniec früher Kohlfurt* \| Węgliniec früher Kohlfurt* \| \| \| \| nach Czerwona Woda \| \| \| \| \| nach Żary \| \| \| \| \| nach Görlitz \| \| \| \| \| nach Roßlau (Elbe) \| \| \| \| \| \| \| \| *deutsche Bahnhofsnamen von 1944[2] \| \| \| \| |                                             |                                           |                                           |
| Strecke |                                             | von Wrocław                               | von Wrocław                               |
| Bahnhof | 0,000                                       | Lubań Śląski früher Lauban*               | Lubań Śląski früher Lauban*               |
| Abzweig geradeaus und nach links |                                             | nach Görlitz/Zgorzelec                    | nach Görlitz/Zgorzelec                    |
| ehemalige Blockstelle | 5,150                                       | Bk Wünschendorf                           | Bk Wünschendorf                           |
| Haltepunkt / Haltestelle | 9,080                                       | Gierałtów                                 | Gierałtów                                 |
| Bahnhof | 12,132                                      | Gierałtów Wykroty früher Gersdorf-Waldau* | Gierałtów Wykroty früher Gersdorf-Waldau* |
| ehemalige Blockstelle | 17,070                                      | Bk Rabenhorst                             | Bk Rabenhorst                             |
| Abzweig geradeaus und von rechts |                                             | von Wrocław                               | von Wrocław                               |
| Bahnhof | 21,059                                      | Węgliniec früher Kohlfurt*                | Węgliniec früher Kohlfurt*                |
| Abzweig geradeaus und ehemals nach links |                                             | nach Czerwona Woda                        | nach Czerwona Woda                        |
| Abzweig geradeaus und nach rechts |                                             | nach Żary                                 | nach Żary                                 |
| Abzweig geradeaus und nach links |                                             | nach Görlitz                              | nach Görlitz                              |
| Strecke |                                             | nach Roßlau (Elbe)                        | nach Roßlau (Elbe)                        |
| |                                             |                                           |                                           |
| *deutsche Bahnhofsnamen von 1944 |                                             |                                           |                                           |

Die Bahnstrecke Lubań Śląski–Węgliniec ist eine eingleisige, elektrifizierte Hauptbahn in der Polen. Sie zweigt in Lubań (Lauban) von der Bahnstrecke Wrocław Świebodzki–Zgorzelec ab und führt in der östlichen Oberlausitz zum Eisenbahnknoten Węgliniec (Kohlfurt). 
Erbaut wurde sie von der Preußischen Staatsbahn als Teil der Schlesischen Gebirgsbahn.

## Geschichte
Bereits 1853 gab es Überlegungen über den Anschluss des schlesischen Kohlereviers an das preußische Eisenbahnnetz, jedoch prallten verschiedene Interessen bei der Streckenführung aufeinander. Die Görlitzer Stadtväter plädierten für eine Streckenführung durch ihre Stadt, obwohl der kürzere Verlauf über Lauban nach Kohlfurt führen würde. Der preußische Landtag beschloss schließlich am 22. Januar 1862 den Bau einer Eisenbahnstrecke über Lauban nach Kohlfurt sowie eine Stichstrecke von Lauban nach Görlitz.
Im September 1863 begannen die Bauarbeiten zwischen Kohlfurt und Lauban. Die einfache Topologie ermöglichte einen geraden Streckenverlauf mit wenigen Kunstbauten. So konnte bereits am 6. September 1865 die baupolizeiliche Abnahme der Strecke stattfinden. Am 20. September des gleichen Jahres wurde die Strecke als Teil der Schlesischen Gebirgsbahn eröffnet. Der einzige Zwischenhalt war der Bahnhof Gersdorf-Waldau. Am gleichen Tag wurden auch die Strecken von Lauban nach Görlitz und Reibnitz in Betrieb genommen.
Die Strecke war Teil der Kursbuchstrecke 48 Kohlfurt – Sorgau. Anfangs verkehrten vier Personenzugpaare und im Sommer auch Kurswagen bis nach Berlin. Eine große Bedeutung hatte die Strecke für den Steinkohletransport aus dem schlesischen Kohlerevier nach Berlin und Norddeutschland. In den 1890er Jahren wurde die einstige Stammstrecke der Schlesischen Gebirgsbahn zwischen Lauban und Kohlfurt abgewertet. Der Streckenast Lauban – Görlitz wurde von der Anschluss- zur Hauptstrecke erhoben. Die Nebenbahn Kohlfurt – Lauban war 1905 Teil der Kursbuchstrecke 57 Berlin – Görlitz – Hirschberg – Breslau.
Trotz des geringen Reiseverkehrs auf der Nebenbahn kam die Strecke in das Elektrifizierungsprogramm der Deutschen Reichsbahn (DR). Am 3. April 1928 begann der elektrische Betrieb. In den 1930er Jahren bekam die Strecke ihre eigene Kursbuchnummer 123m. Im Jahr 1935 verkehrten zehn Triebwagenpaare zwischen Kohlfurt und Lauban. Es kamen Triebwagen der Baureihe ET 25 zum Einsatz. Im Sommer verkehrte nun mit dem Eilzugpaar E 331/332 nun auch wieder ein Schnellzug auf der Nebenbahn. Der Eilzug fuhr von Stettin über Sorau, Kohlfurt und Lauban nach Hirschberg. Der Eilzug entfiel mit Beginn des Zweiten Weltkrieges.

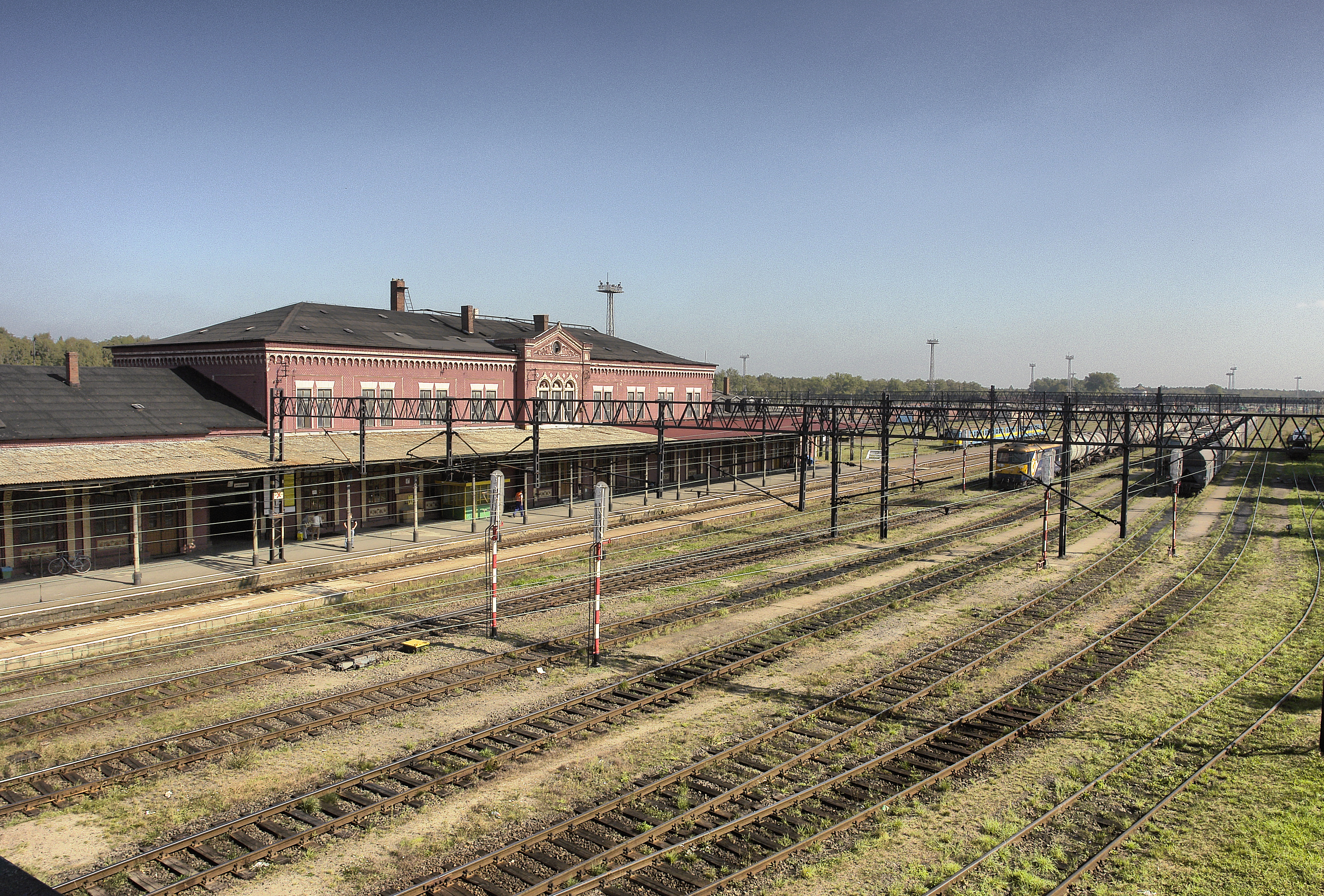
Der Bahnhof Węgliniec (2009)

Gemäß dem Potsdamer Abkommen fiel die östliche Oberlausitz 1945 an Polen. Die Polnischen Staatsbahnen (PKP) nahmen 1945 den Verkehr mit zunächst drei Zugpaaren täglich wieder auf. Auch die Kursbuchstrecken erhielten einen neuen Zuschnitt. Die Bahnstrecke zählte nun zur Kursbuchstrecke 148 Lubań – Jasień. In den 1970er Jahren war der Verkehr wieder auf sieben Zugpaare angewachsen. Einem Zug war ein Schlafwagen als Kurswagen nach Warschau beigegeben.
Im Jahr 1985 begannen die PKP mit der Elektrifizierung der Strecke mit 3 Kilovolt Gleichspannung. Der Fahrdraht aus deutscher Zeit war 1945 sowjetischen Reparationsforderungen zum Opfer gefallen. Am 1. Juni 1986 wurde der elektrische Zugbetrieb durch die PKP wieder aufgenommen. Aufgrund des schlechten Streckenzustandes und der daraus resultierenden hohen Fahrzeiten verkehrten ab 1. August 2012 für einige Zeit keine Personenzüge mehr über die Strecke. Sie verkehrten bei etwa gleicher Reisedauer über Zgorzelec.
Im Jahresfahrplan 2017 wurde die Strecke von insgesamt neun Personenzugpaaren der Koleje Dolnośląskie (KD) bedient, von denen die Mehrzahl von und nach Wrocław durchgebunden ist.